# Aphis ichigo
Aphis ichigo är en insektsart. Aphis ichigo ingår i släktet Aphis och familjen långrörsbladlöss. Inga underarter finns listade i Catalogue of Life.